# Cryphia par
Cryphia par är en fjärilsart som beskrevs av Jacob Hübner 1818. Cryphia par ingår i släktet Cryphia och familjen nattflyn. Inga underarter finns listade i Catalogue of Life.